# Kiyotaka Matsui
Kiyotaka Matsui (松井 清隆 Matsui Kiyotaka?,  nacido el 4 de enero de 1961 en Osaka) es un exfutbolista japonés que se desempeñaba como guardameta.
Matsui jugó 15 veces para la Selección de fútbol de Japón entre 1984 y 1988. Matsui fue elegido para integrar la selección nacional de Japón para los Juegos Asiáticos de 1986.

## Trayectoria

### Clubes
| Club            | País  | Año         |
| --------------- | ----- | ----------- |
| NKK             | Japón | 1983 - 1992 |
| Shimizu S-Pulse | Japón | 1992 - 1993 |

### Selección nacional
| Selección | País  | Año         |
| --------- | ----- | ----------- |
| Absoluta  | Japón | 1984 - 1988 |

## Estadística de equipo nacional
| Selección de Japón | Selección de Japón | Selección de Japón |
| Año                | Part.              | Goles              |
| ------------------ | ------------------ | ------------------ |
| 1984               | 2                  | 0                  |
| 1985               | 8                  | 0                  |
| 1986               | 2                  | 0                  |
| 1987               | 1                  | 0                  |
| 1988               | 2                  | 0                  |
| Total              | 15                 | 0                  |

## Palmarés

### Títulos nacionales
| Título                   | Club         | País  | Año  |
| ------------------------ | ------------ | ----- | ---- |
| Copa Japan Soccer League | Nippon Kokan | Japón | 1987 |

### Distinciones individuales
| Distinción                  | Año       |
| --------------------------- | --------- |
| Japan Soccer League Best XI | 1984      |
| Japan Soccer League Best XI | 1985-1986 |